# Enciclopédia das línguas Arawak
L'Enciclopédia das línguas Arawak és una enciclopèdia de les llengües arawak publicada per Editora CRV.

## Història
La seva primera edició es va publicar a 2020, a Curitiba, Brasil i va ser escrita pel professor Henri Ramirez.

## Els volums
- Volume 1: Uma gramática do baniwa do Içana[1]
- Volume 2: O subgrupo Japurá-Colômbia (JC)[2]
- Volume 3: Os outros subgrupos Arawak[3]
  - Capítulo 1: O subgrupo Central
  - Capítulo 2: O subgrupo Médio Rio Negro e o subgrupo Alto Orinoco
  - Capítulo 3: O subgrupo Amazonas-Antilhas
  - Capítulo 4: O chamicuro-amuesha
  - Capítulo 5: O subgrupo Bolívia (Achane)
  - Capítulo 6: O subgrupo Purus; o subgrupo Kampa (pré-andino); o subgrupo Xaray-Xingu e o palikur
- Volume 4: Bancos de dados[4]
  - Anexo I: Dicionário Etimológico de Japurá-Colômbia (arawak)
  - Anexo II: Listas de vocabulário arawak